# Wereldkampioenschappen schaatsen afstanden 2023 - 10.000 meter mannen
De 10.000 meter mannen op de wereldkampioenschappen schaatsen afstanden 2023 werd gereden op zondag 5 maart 2023 in het ijsstadion Thialf in Heerenveen, Nederland.
Titelhouder was de Zweed Nils van der Poel die dit jaar niet deelnam. De titel ging naar de Italiaan Davide Ghiotto. Jorrit Bergsma en Ted-Jan Bloemen flankeerden Ghiotto op het podium.

## Uitslag
| #      | Schaatser         | Land             | Tijd        |
| ------ | ----------------- | ---------------- | ----------- |
| Goud   | Davide Ghiotto    | Italië           | 12.41,35 NR |
| Zilver | Jorrit Bergsma    | Nederland        | 12.55,64    |
| Brons  | Ted-Jan Bloemen   | Canada           | 13.01,84    |
| 4      | Patrick Roest     | Nederland        | 13.02,92    |
| 5      | Graeme Fish       | Canada           | 13.03,51    |
| 6      | Ryosuke Tsuchiya  | Japan            | 13.12,59    |
| 7      | Sigurd Henriksen  | Noorwegen        | 13.14,77    |
| 8      | Andrea Giovannini | Italië           | 13.18,41    |
| 9      | Takahiro Ito      | Japan            | 13.19,07    |
| 10     | Fridtjof Petzold  | Duitsland        | 13.21,39    |
| 11     | Casey Dawson      | Verenigde Staten | 13.22,32    |
| 12     | Sander Eitrem     | Noorwegen        | DNF         |

1996 · 
1997 · 
1998 · 
1999 · 
2000 · 
2001 · 
2003 · 
2004 · 
2005 · 
2007 · 
2008 · 
2009 · 
2011 · 
2012 · 
2013 · 
2015 · 
2016 · 
2017 · 
2019 ·
2020 ·
2021 ·
2023 ·
2024 ·
2025